# Atzara
Atzara (en sard, Atzara) és un municipi italià, dins de la província de Nuoro. L'any 2007 tenia 1.310 habitants. Es troba a la regió de Mandrolisai. Limita amb els municipis de Belvì, Meana Sardo, Samugheo (OR) i Sorgono.

## Administració
| Període | Identitat         | Partit  |
| ------- | ----------------- | ------- |
| 2006-   | Alessandro Corona | PdCI-PD |